# Feminist Formations
Feminist Formations, ранее известный под названием National Women’s Studies Association Journal (с англ. — «Журнал Национальной ассоциации женских исследований»; NWSA Journal) — периодическое издание, в рамках которого публикуются междисциплинарные исследования и статьи, посвящённые гендерным вопросам, феминизму и женским исследованиям. Основан в 1988 году.
Издание публикует:
- статьи теоретического и практического характера
- обзоры книг
- эссе